# 閉会
閉会（へいかい）は、会議等を終わることである。特に会期制を採用している議会（日本の国会など）において会期が終了することをいう。

## 議会における閉会
日本の国会では会期制が採用されており、会期が終了し機能が停止することを閉会という。これは地方議会においても同じで、再び活動能力を持つには、再度召集、開会しなければならない。地方議会で通年会期を採用している場合でも、年末には一度閉会し、翌年明けに首長が議会議長に次の会期の招集を要請する。

また、衆議院解散という形式で閉会することもあり、衆議院が解散された場合は、参議院は自動的に閉会となる。

なお、閉会前に「閉会中も当委員会・調査会等では審査・調査を行う」旨の議決をし本会議で許可が得られた委員会・調査会等にあっては、閉会中にも当該委員会等を開いて議事を行い、あるいは地方へ委員派遣をすることができる（継続審議）。また、閉会中に議員の異動があった場合の処理（辞職受理、弔詞贈呈等）は議長が行うなど、いわゆる事務方（議院事務局・議院法制局等）は業務を行っている。閉会中に行うことができないことの代表例は「本会議を開く（院としての議決をする）」ことである。ただし、衆議院の解散に伴う閉会期間中に、内閣が参議院の緊急集会を求め会議を開くことは可能である。衆議院解散を除いた閉会中に本会議を開く事態が発生した場合は、内閣の要求かいずれかの議院の総議員の4分の1以上の要求で臨時国会を開くことができる。

衆議院解散による閉会を除けば、国会最終日では議長から挨拶があるのが慣例である。ちなみに大東亜戦争以前の帝国議会では、開院式と対をなす閉院式が天皇御臨席の下行われ、神聖なる天皇の口から閉院する旨の勅語が発された後は一切の組織活動が行えなくなった。
国会開会中に政権スキャンダルが発生すれば国会論戦は野党による与党追及の場として注目されやすくなるが、国会閉会となった場合は会期最終日に継続審議を経た委員会を除き国会論戦の場が開かれにくいため、注目されにくくなる。

会期不継続の原則により、継続審議手続きを経ない議案は原則廃案となる。また継続審議をするには、次の国会召集日との間に一日以上の閉会期間を置く必要がある（前国会終了日の翌日に次国会召集となった場合は、一部の例外を除き廃案となる）。

## 国会の閉会期間が長い例
| 位 | 回次            | 日数    | 期間                                                   |
| -- | --------------- | ------- | ------------------------------------------------------ |
| 1  | 第63回 - 第64回 | 194日間 | 1970年（昭和45年）5月14日 - 1970年（昭和45年）11月23日 |
| 2  | 第19回 - 第20回 | 167日間 | 1954年（昭和29年）6月16日 - 1954年（昭和29年）11月29日 |
| 3  | 第26回 - 第27回 | 165日間 | 1957年（昭和32年）5月20日 - 1957年（昭和32年）10月31日 |
| 4  | 第24回 - 第25回 | 161日間 | 1956年（昭和31年）6月4日 - 1956年（昭和31年）11月11日  |
| 5  | 第5回 - 第6回   | 146日間 | 1949年（昭和24年）6月1日 - 1949年（昭和24年）10月24日  |
| 6  | 第46回 - 第47回 | 135日間 | 1964年（昭和39年）6月27日 - 1964年（昭和39年）11月8日  |
| 7  | 第73回 - 第74回 | 130日間 | 1974年（昭和49年）8月1日 - 1974年（昭和49年）12月8日   |
| 8  | 第59回 - 第60回 | 121日間 | 1968年（昭和43年）8月11日 - 1968年（昭和43年）12月9日  |
| 9  | 第61回 - 第62回 | 115日間 | 1969年（昭和44年）8月6日 - 1969年（昭和44年）11月28日  |
| 10 | 第22回 - 第23回 | 114日間 | 1955年（昭和30年）7月31日 - 1955年（昭和30年）11月21日 |
| 10 | 第32回 - 第33回 | 114日間 | 1959年（昭和34年）7月4日 - 1959年（昭和34年）10月25日  |